# Linia kolejowa nr 711
Linia kolejowa nr 711 – jednotorowa, zelektryfikowana linia kolejowa o znaczeniu miejscowym, łącząca posterunek odgałęźny Maciejów Północny ze stacją Gliwice. 